# Antiwar.com
Antiwar.com est un site web en anglais fondé en 1995. Il présente des nouvelles et des articles d'opinion sur les guerres en cours dans le monde, d'un point de vue libertarien et non-interventionniste et se présente comme « un forum pour tous ceux qui sont préoccupés par la politique étrangère des États-Unis et ses implications ».

## Histoire
Le site est fondé en décembre 1995 pour protester contre l'intervention des États-Unis qui, dix jours auparavant, a mis fin à la guerre en Bosnie. 
En 2011, le site découvre qu'il est surveillé par le Federal Bureau of Investigation. La demande d'information du site, effectuée dans le cadre de la loi sur l'accès à l'information, étant restée sans réponse, il est alors fait appel à l'Union américaine pour les libertés civiles de Californie du Nord, qui intente des poursuites judiciaires en mai 2013 dans le cadre de la loi sur la liberté de la presse, pour obtenir la divulgation complète des dossiers du FBI concernant Eric Garris et Justin Raimondo,. Les documents reçus en novembre 2013 révèlent que le bureau du FBI de San Francisco et, plus tard, celui de Newark, dans le New Jersey, ont commencé à surveiller le site après qu'Eric Garris eut transmis au FBI une menace de piratage du site Internet d'Antiwar.com. Le FBI aurait pris par erreur cela comme une menace contre son propre site web et, consécutivement, place Antiwar.com et ses éditeurs sous surveillance,. Eric Garris exige alors que le FBI corrige son dossier.

## Positions
Antiwar.com se présente comme un site « consacré à la cause du non-interventionnisme » et déclare être « lu par les libertariens, les pacifistes, les gens de gauche, les « verts » et les indépendants, ainsi que par beaucoup parmi ceux de droite qui sont d'accord avec [notre] opposition à l'impérialisme ». Le but initial du site était de lutter contre l'intervention dans les Balkans sous la présidence de Bill Clinton. Antiwar.com s'est opposé aux interventions militaires américaines en Irak  et en Afghanistan  ainsi qu’au bombardement de la Serbie et à l'occupation de l'Afghanistan. Il condamne également les actions militaires agressives de la part des autres gouvernements et dénonce les conséquences de la guerre en termes d’alourdissement de la fiscalité et de perte des libertés civiles.
Le site présente de nombreux écrivains appartenant à tous les courants politiques, y compris des conservateurs tels que Pat Buchanan, des libertariens de droite tels que Ron Paul ou de gauche, tels que Noam Chomsky et Juan Cole.

## Organisation
- Justin Raimondo (fondateur et directeur de la rédaction)
- Eric Garris (fondateur, webmestre et rédacteur en chef)
- Scott Horton (assistant rédacteur)

## Collaborateurs
Collaborateurs principaux :
| Doug Bandow (en)    | Ivan Eland (en)     | David R. Henderson (en) |
| Praful Bidwai (en)† | Philip Giraldi (en) | Justin Raimondo         |
| Alan Bock (en)†     | Aaron Glantz (en)   | Michael Scheuer (en)    |
| Jason Ditz          | Ran HaCohen (en)    | Joseph Stromberg        |

Auteurs publiant fréquemment des éditoriaux :
| Pat Buchanan       | Jonathan Cook    | Ron Paul            |
| Kevin Carson       | Robert Fisk      | Gareth Porter (en)  |
| Noam Chomsky       | Kathy Kelly (en) | Charley Reese (en)  |
| Alexander Cockburn | William Lind     | Paul Craig Roberts  |
| Juan Cole          | John Pilger      | Cindy Sheehan       |
|                    |                  | Norman Solomon (en) |